# Lacistema serrulatum
Lacistema serrulatum är en tvåhjärtbladig växtart som beskrevs av Carl Friedrich Philipp von Martius. Lacistema serrulatum ingår i släktet Lacistema och familjen Lacistemataceae. Inga underarter finns listade i Catalogue of Life.

## Bildgalleri

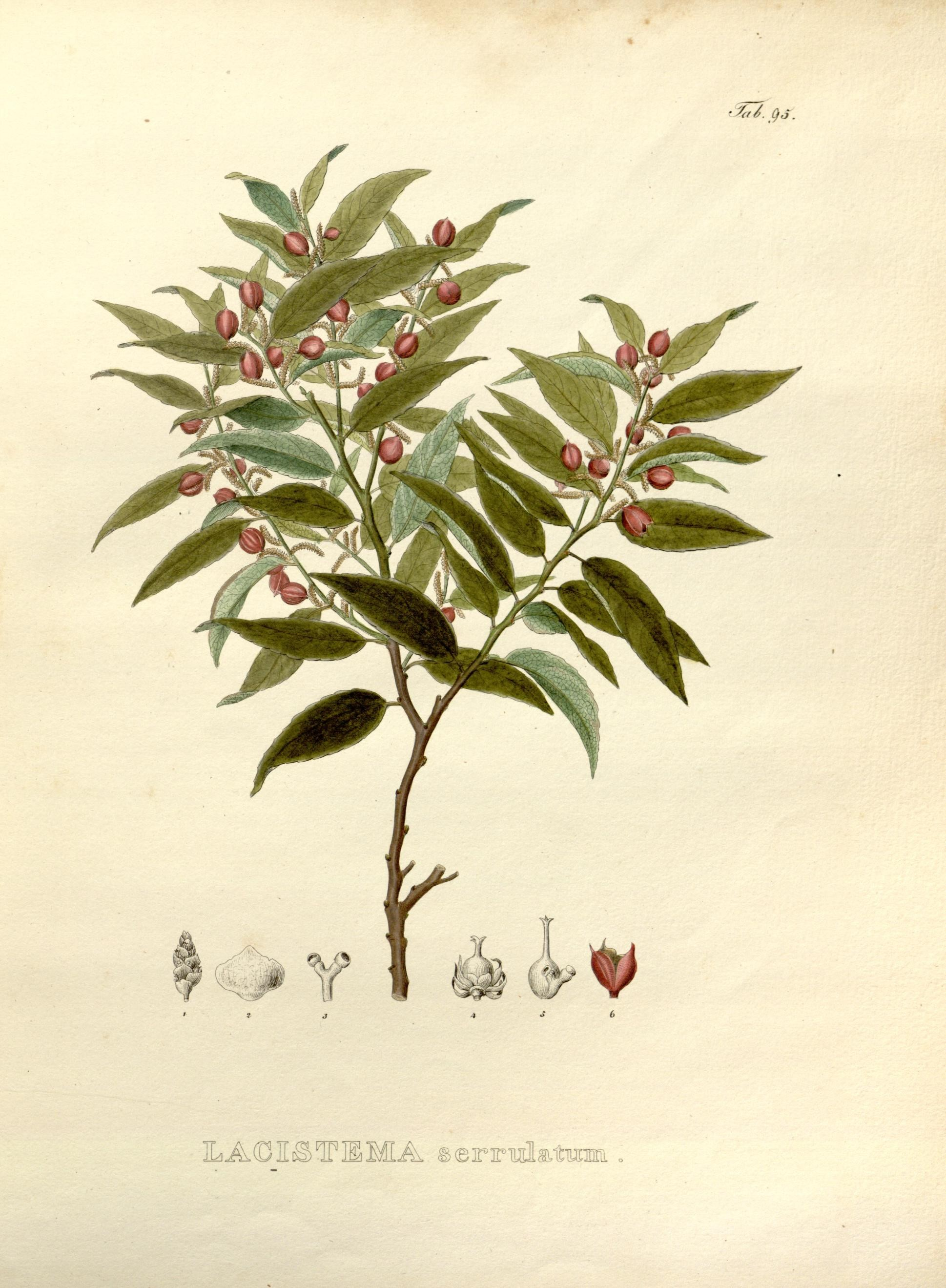
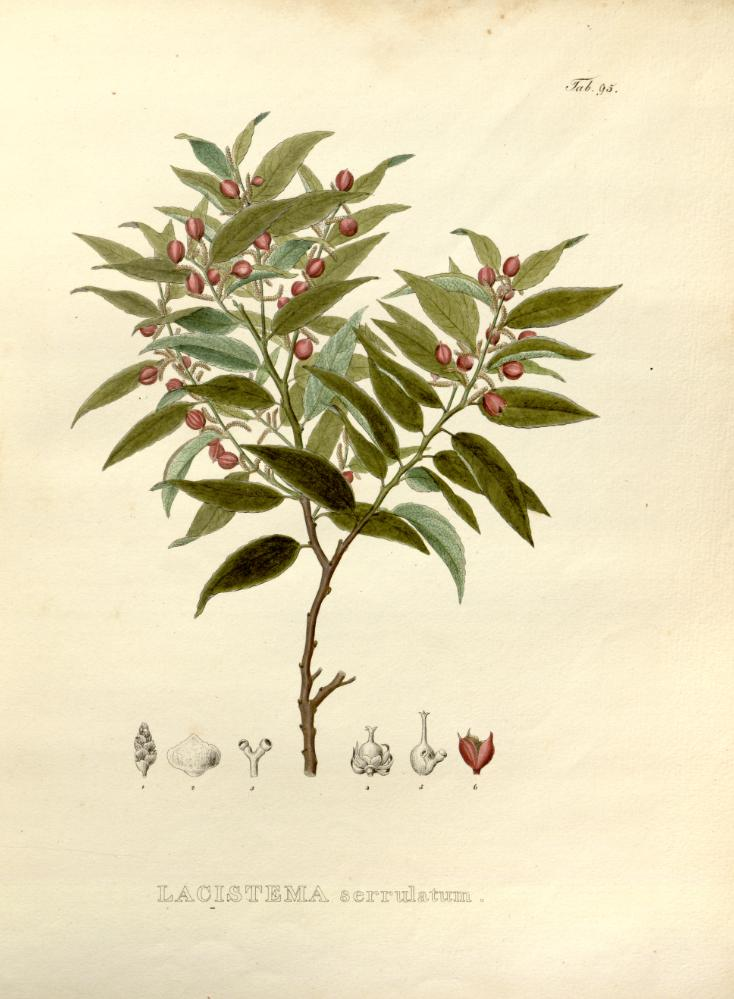